# Wiflingen (Wüstung)
Wiflingen ist ein abgegangener mittelalterlicher Weiler, der auf der Gemarkung von Fellbach im baden-württembergischen Rems-Murr-Kreis lag. Von der Siedlung haben sich keine Überreste erhalten. Auch über die Geschichte Wiflingens so gut wie nichts mehr bekannt.

## Lage
Wiflingen lag an einer Wegspinne auf halbem Weg zwischen den historischen Ortskernen von Fellbach und Stetten an den östlichen Ausläufern des Kappelbergs. An dieser Stelle befand sich bis zu ihrem Abriss nach dem Zweiten Weltkrieg die Haldenbachkelter. 

## Geschichte
Trotz des Ortsnamens auf -ingen ist Wilflingen wohl weder in der Landnahmezeit (nach 260) noch in der Merowingerzeit entstanden. Wahrscheinlich wurde der Ort nach 1100 gegründet und stand in Zusammenhang mit einem Adelsgeschlecht von Wilflingen, das aus dem Raum Zwiefalten stammte und mit den Herren von Achalm verwandt war. Es ist unklar, wann Wiflingen eine Wüstung wurde. Nach Eugen Bellon fiel 1450 während des Städtekriegs ein Esslinger Gewalthaufen ins Remstal ein, plünderte und verwüstete Rommelshausen und die Haldenbachkelter. Wahrscheinlich wurde dabei auch Wiflingen so sehr verwüstet, dass es sich nicht mehr von dem Krieg erholen konnte. Die Bevölkerung dürfte in der Folgezeit abgewandert sein. Einzig die Kelter blieb noch bis 1960 erhalten. Die Flurnamen rund um die Kelter lauten Im Gansen, Schochen und Häring. Da Gans, Schoch und Häring Familiennamen sind, könnte es sich bei diesen Parzellen um die ehemaligen Hofstellen von Wiflingen handeln.